# Atenció centrada en la persona
L'Atenció centrada en la persona (ACP) és una filosofia d'atenció a les persones que té com a principis la dignitat i l'autonomia, així com l'empoderament de la persona. L'ACP situa la persona al centre de l'activitat assistencial, on les capacitats de les persones ateses són més important que els dèficits, i on els drets d'aquestes persones i l'ètica són la principal guia a seguir.
De forma general, enfoca l'atenció i inclou temes com el disseny, l'organització i la prestació de serveis. Es fa servir també per orientar la praxis professional. Així doncs, és a la vegada metodologia per guiar canvis i una eina per a avaluar-la.
Posar la persona en el centre de l'atenció suposa canviar formes de treballar. Quan una persona ha perdut autonomia, s'empodera la seva família. Alhora cal cercar eines o instruments que ajudin a conèixer la persona i a comprendre què és el que li proporciona benestar o malestar.
Segons els àmbits, es posa més l'accent en uns elements o en altres. En el món de la discapacitat es parla de Planificació Centrada en la Persona i s'emfatitza els drets i la normalització; en el món sanitari s'utilitza Cuidatge Centrat en la Persona i es posa èmfasi en les decisions compartides, la informació o l'autocura; en el món residencial s'ha fet una barreja nomenant-lo Atenció Gerontològica Centrada en la Persona, però destaca també l'accepció d'ACP de Tom Kitwood pensada per a persones amb demència i que proposa donar més importància al concepte persona que al de demència.

## Història i desenvolupament del concepte
Podem dir que el model canvia la importància del plat de la balança, passant de la institució assistencial cap al de la persona. En la mirada més clàssica de l'atenció pesava molt l'opinió del professional. L'organització tendia a la institucionalització, la mirada predominant era la biomèdica amb un cert paternalisme que marcava molt la manera d'atendre les persones.
El concepte va néixer als països anglosaxons als anys 70 del segle xx i a Espanya ha tingut molta influència dels països nòrdics. Diferents organitzacions públiques i privades impulsaven un canvi de model dels centres d'atenció perquè posin la persona al centre de l'activitat assistencial. Això suposa canviar coses com la importància de la planificació de tasques, reduir el pes de l'expertesa dels professionals en la presa de decisions o la mirada en els dèficits i les patologies per una mirada que dona més importància als drets, l'autonomia de la persona i al propi control de les activitats de la vida quotidiana.
A Europa la filosofia s'ha desenvolupat dins del que s'anomena model housing, que cerca que el centre estigui el més proper possible a un domicili: poques places, vida social i privada a la vegada, decisions pròpies, serveis a la carta, etc.
El seu desenvolupament actual és molt divers, ja que és difícil avaluar-ne la implantació efectiva. No obstant, comença a haver-hi publicacions en castellà, especialment de M. T. Martínez, Pilar Rodríguez i Lourdes Bermejo.

## Problemes
Passar d'un model centrat en el servei i l'organització a un amb enfocament ACP requereix una sèrie de canvis que no sempre són fàcils. Entre els problemes més freqüents hi ha:
- L'adaptació una filosofia i manera de fer nòrdica i anglosaxona a la cultura i a la realitat llatina.
- Un entorn normatiu que se centra més en la protecció que en la llibertat.
- Dificultat de posar-nos d'acord amb un concepte tan general a l'hora de parlar de praxis.
- Falta de models, estudis i avaluació on cercar guies contrastades.
- Els costos dels canvis no s'han avaluat i roman una inquietud perpètua.
- El personal ha d'adaptar-se a perfils més polivalents i perd poder.
- Diferents creences i actituds que dificulten fer un canvi real: creure que no es pot o que ja es fa.
- Pensar que el canvi es fa només amb petites adaptacions i no tenir en compte que requereix una altra de manera de pensar i fer.

## Preferències
Des del model d'atenció centrada en la persona, la paraula preferència apareix lligada a:
- allò significatiu, que és el que realment interessa a la persona basant-se en la seva història de vida i completant-ho amb les preferències actuals i l'expressió de nous desitjos.
- poder expressar el que un vol i que preval per sobre d'altres necessitats més assistencials.
- al concepte d'autodeterminació, que és el fet de poder decidir sobre la pròpia vida (en tot, en alguna part) i tenir autonomia i control personal sobre la pròpia vida.
- un dels principis bàsics de l'ètica, el principi d'autonomia que dicta als professionals dels centres d'atenció social a promoure i respectar les decisions de les persones usuàries. Això implica reconèixer que aquestes tenen opinions, valors, creences i projectes de vida. És a dir, preferències i que cal respectar i potenciar en tot moment durant la seva atenció.[cal citació]